# Ustawa o wyspach z guanem

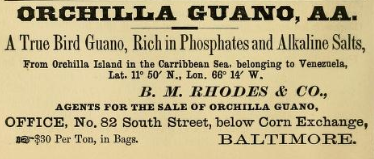
Reklama z 1873 roku, świadcząca o tym, że import guana stanowił poważny interes.

Ustawa o wyspach z guanem (ang. Guano Islands Act, Guano Act) to amerykańska ustawa, przyjęta przez Kongres Stanów Zjednoczonych 18 sierpnia 1856 roku. Pozwalała ona obywatelom Stanów Zjednoczonych obejmować w posiadanie wyspy, na których znajdowały się złoża guana. Prawo to obejmowało wyspy położone gdziekolwiek na świecie, pod warunkiem, że nie były zamieszkiwane i nie znajdowały się pod jurysdykcją innych państw. Ustawa upoważniała też amerykańskiego prezydenta do użycia siły militarnej w obronie tak zajętych wysp.
Gdziekolwiek obywatel Stanów Zjednoczonych odkryje złoża guana na jakiejkolwiek wyspie, wysepce lub skale, niebędącej pod jurysdykcją obcego rządu, i w sposób pokojowy obejmie ją w posiadanie, i zamieszka na tej wyspie, wysepce bądź skale, w gestii Prezydenta pozostaje rozważenie przyłączenia [jej] do Stanów Zjednoczonych. (początek ustawy)
tekst angielski: Whenever any citizen of the United States discovers a deposit of guano on any island, rock, or key, not within the lawful jurisdiction of any other Government, and not occupied by the citizens of any other Government, and takes peaceable possession thereof, and occupies the same, such island, rock, or key may, at the discretion of the President, be considered as appertaining to the United States.
Ustawa o wyspach z guano stanowi obecnie część amerykańskiego systemu prawnego, ujęta jest w U.S. Code (Kodeksie): Dział 48, Rozdział 8, Sekcje 1411-1419.

## Podłoże
W początkach XIX wieku guano zaczęło być wartościowe jako nawóz używany w rolnictwie. W roku 1855 USA zaczęły prowadzić jego eksploatację na wyspach Pacyfiku. Kongres przyjął ustawę, by USA czerpały korzyści ze złóż guana. Niemniej jednak akt nie precyzował statusu prawnego wysp po ich opuszczeniu przez Amerykanów.
Zrodziła się stąd koncepcja „terytoriów wyspiarskich” USA. Odtąd dowolne terytorium nabyte przez USA na podstawie Guano Act było traktowane jako integralna część kraju, chyba że oddzielne traktaty zmieniłyby ten status. Wyspy te teoretycznie miały szansę nawet na zostanie w przyszłości stanem USA. „Terytoria wyspiarskie” znane są też jako „unincorporated territory” (terytoria nieinkorporowane).
Na tej podstawie USA mogłyby wysuwać roszczenia terytorialne do ponad 50 wysp. Do pozostających pod kontrolą USA należą: Baker, Jarvis, Howland, Kingman Reef, Johnston oraz Midway. Pozostałe wyspy nie są obecnie uważane za część terytorium USA. Przynależność wyspy Navassa jest obecnie negocjowana z Haiti. Jeszcze bardziej skomplikowanym przypadkiem są laguny Serranilla i Bajo Nuevo. W roku 1971, rządy USA i Hondurasu podpisały traktat uznający prawa Hondurasu do wysp Swan.